# Єлена Докич
Єлена Докич (серб. Јелена Докић, *12 квітня 1983,  Осієк, Югославія) — австралійська тенісистка сербського походження.

## Карє'ра
Єлена почала професійну кар'єру в 1998 і вже через рік увійшла до Топ-50 світового рейтингу.
У 2000 у сімнадцять років Єлена Докич у матчі за бронзову медаль на Олімпійських іграх у Сіднеї програла Моніці Селеш (перед цим Докич поступилася в півфіналі Олені Дементьєвій). Свій перший турнір WTA Єлена виграла в 2001. 
Упродовж двох років (2001 та 2002) Єлена Докич входила в десятку найкращих тенісисток планети.

## Фінали турнірів WTA

### Одиночний розряд: 14 (6 титулів, 8 поразок)
| Легенда                                            |
| -------------------------------------------------- |
| Турніри Великого шолома                            |
| WTA 1000 (Tier I) (2–2)                            |
| WTA 500 (Tier II) (1–4)                            |
| WTA 250 (Tier III / Tier IV / International) (3–2) |

| Фінали за покриттям |
| ------------------- |
| Тверде (2–3)        |
| Трава (1–1)         |
| Ґрунт (2–1)         |
| Килим (1–3)         |

| Результат | В-П | Дата     | Турнір                                         | Категорія     | Покриття   | Опонент               | Рахунок             |
| --------- | --- | -------- | ---------------------------------------------- | ------------- | ---------- | --------------------- | ------------------- |
| Перемога  | 1–0 | Тра 2001 | Мастерс Рим                                    | Tier I        | Ґрунт      | Амелі Моресмо         | 7–6(7–3), 6–1       |
| Поразка   | 1–1 | Вер 2001 | Brasil Tennis Cup                              | Tier II       | Тверде     | Моніка Селеш          | 3–6, 3–6            |
| Перемога  | 2–1 | 2001     | Tokyo Cup, Японія                              | Tier II       | Тверде     | Аранча Санчес Вікаріо | 6–4, 6–2            |
| Перемога  | 3–1 | 2001     | Кубок Кремля, Росія                            | Tier I        | Килим (i)  | Олена Дементьєва      | 6–3, 6–3            |
| Поразка   | 3–2 | 2001     | Zurich Open, Швейцарія                         | Tier I        | Килим (i)  | Ліндсі Девенпорт      | 3–6, 1–6            |
| Поразка   | 3–3 | 2001     | Linz Open, Австрія                             | Tier II       | Тверде (i) | Ліндсі Девенпорт      | 4–6, 1–6            |
| Поразка   | 3–4 | 2002     | Open GDF Suez, Франція                         | Tier II       | Килим (i)  | Вінус Вільямс         | w/o                 |
| Перемога  | 4–4 | 2002     | Sarasota Classic, US                           | Tier IV       | Ґрунт      | Тетяна Панова         | 6–2, 6–2            |
| Поразка   | 4–5 | Тра 2002 | Internationaux de Strasbourg, Франція          | Tier III      | Ґрунт      | Сільвія Фаріна-Елія   | 4–6, 6–3, 3–6       |
| Перемога  | 5–5 | 2002     | Birmingham Classic, UK                         | Tier III      | Трава      | Анастасія Мискіна     | 6–2, 6–3            |
| Поразка   | 5–6 | 2002     | San Diego Open, US                             | Tier II       | Тверде     | Вінус Вільямс         | 2–6, 2–6            |
| Поразка   | 5–7 | 2003     | Zurich Open, Швейцарія                         | Tier I        | Килим (i)  | Жустін Енен           | 0–6, 4–6            |
| Перемога  | 6–7 | 2011     | BMW Malaysian Open                             | International | Тверде     | Луціє Шафарова        | 2–6, 7–6(11–9), 6–4 |
| Поразка   | 6–8 | 2011     | Rosmalen Grass Court Championships, Нідерланди | International | Трава      | Роберта Вінчі         | 7–6(9–7), 3–6, 5–7  |

### Парний розряд: 10 (4 титули, 6 поразок)
| Легенда                       |
| ----------------------------- |
| Турніри Великого шолома (0–1) |
| WTA 1000 (Tier I) (0–3)       |
| WTA 500 (Tier II) (3–2)       |
| WTA 250 (Tier IV) (1–0)       |

| Фінали за покриттям |
| ------------------- |
| Тверде (2–3)        |
| Ґрунт (1–2)         |
| Трава (0–0)         |
| Килим (1–1)         |

| Результат | В-П | Дата     | Турнір                               | Категорія  | Покриття   | Партнер                       | Опонент                                | Рахунок            |
| --------- | --- | -------- | ------------------------------------ | ---------- | ---------- | ----------------------------- | -------------------------------------- | ------------------ |
| Поразка   | 0–1 | 1999     | Tokyo Cup, Японія                    | Tier II    | Тверде     | Аманда Кетцер                 | Кончита Мартінес Патрісія Тарабіні     | 7–6(7–5), 4–6, 2–6 |
| Поразка   | 0–2 | Тра 2001 | Відкритий чемпіонат Франції з тенісу | Grand Slam | Ґрунт      | Кончіта Мартінес              | Вірхінія Руано Паскуаль Паола Суарес   | 2–6, 1–6           |
| Поразка   | 0–3 | Сер 2001 | Connecticut Open, US                 | Tier II    | Тверде     | Надія Петрова                 | Кара Блек Олена Лиховцева              | 0–6, 6–3, 2–6      |
| Перемога  | 1–3 | 2001     | Linz Open, Австрія (1)               | Tier II    | Тверде (i) | Петрова Надія Вікторівна      | Ельс Калленс Чанда Рубін               | 6–1, 6–4           |
| Перемога  | 2–3 | 2002     | Sarasota Classic, US                 | Tier IV    | Ґрунт      | Лиховцева Олена Олександрівна | Ельс Калленс Кончіта Мартінес          | 6–7(5–7), 6–3, 6–3 |
| Перемога  | 3–3 | 2002     | LA Women's Tennis Championships, US  | Tier II    | Тверде     | Кім Клейстерс                 | Даніела Гантухова Суґіяма Ай           | 6–3, 6–3           |
| Поразка   | 3–4 | 2002     | Кубок Кремля, Росія                  | Tier I     | Килим (i)  | Петрова Надія Вікторівна      | Олена Дементьєва Жанетта Гусарова      | 6–2, 3–6, 6–7(7–9) |
| Поразка   | 3–5 | 2002     | Zurich Open, Швейцарія               | Tier I     | Тверде (i) | Петрова Надія Вікторівна      | Олена Бовіна Жустін Енен               | 2–6, 6–7(2–7)      |
| Перемога  | 4–5 | 2002     | Linz Open, Австрія (2)               | Tier II    | Килим (i)  | Петрова Надія Вікторівна      | Фудзівара Ріка Суґіяма Ай              | 6–3, 6–2           |
| Поразка   | 4–6 | Тра 2003 | Italian Open                         | Tier I     | Ґрунт      | Петрова Надія Вікторівна      | Світлана Кузнецова Мартіна Навратілова | 4–6, 7–5, 2–6      |